# George Oduori
George Oduori est un boxeur kényan.

## Carrière
Aux Jeux africains de 1973 à Lagos, George Oduori remporte la médaille d'or dans la catégorie des poids plumes, s'imposant en finale face au Nigérian Eddie Ndukwu.
Il fait aussi partie de la sélection africaine de boxe participant aux Jeux afro-latino-américains de 1973 à Guadalajara, remportant une médaille d'argent dans la catégorie des poids plumes.
Il est ensuite quart de finaliste dans la catégorie des poids légers aux Jeux du Commonwealth britannique de 1974 à Christchurch.